# Wicked Cyclone
Wicked Cyclone in Six Flags New England (Agawam, Massachusetts, USA) ist eine Hybrid-Stahlachterbahn mit Holzkonstruktion des Herstellers Rocky Mountain Construction, die am 24. Mai 2015 an der Stelle der ehemaligen Cyclone eröffnet wurde.
Die 1.011,9 m lange Strecke erreicht eine Höhe von 33,2 m und verfügt über eine 78° steile erste Abfahrt, auf der die Züge eine Höchstgeschwindigkeit von 88,5 km/h erreichen. Als Fahrelemente sind zwei Zero-g-Rolls sowie ein Zero-g-Stall verbaut.

## Züge
Wicked Cyclone besitzt zwei Züge mit jeweils sechs Wagen. In jedem Wagen können vier Personen (zwei Reihen à zwei Personen) Platz nehmen.